# Wohn- und Wirtschaftsgebäude Am Kirchhof 4
Das ehemalige Wohn- und Wirtschaftsgebäude Am Kirchhof 4 in Bassum neben der ev. Stiftskirche Bassum wurde 1820 gebaut. Es wird heute als Gemeindebüro genutzt.
Das Gebäude ist ein Baudenkmal in Bassum.

## Geschichte
Das eingeschossige 380 m² große Gebäude in Fachwerk mit Putzausfachungen und Krüppelwalmdach wurde 1820 (Inschrift: Aufgerichtet den 23.ten August 1820 M.F.W. Poggenburg) gebaut. Eine Remise ergänzte früher das Ensemble.
Hier war später die ehemalige Küsterschule untergebracht. Danach wohnten der Küster und der Kantor in dem Haus. Von 1956 bis 2007 war hier die Pfarre im Süden als Pfarrhaus. Nach Leerstand und provisorischen Nutzungen wurde statt eines Neubaus 2015 eine Sanierung und ein Anbau geplant. 2018 zog das Gemeindebüro der evangelischen Kirche in den sanierten Altbau ein, mit den Gruppen bzw. Kreisen für Besuchsdienste, Musik (Kreiskantorei, Rainbow Gospel Sngers, Kinder und Jugendchor, Posaunengruppe), Senioren, Frauen, Jugend, Meditativer Tanz, Spieltreff, Al-Anon sowie dem Trauercafé. Das Haus soll einen neuen 100 m² großen gläsernen Saalanbau erhalten, der mit dem Haus durch einen Gang verbunden werden soll.